# Анар (мифология)
Анар или Аннар (др.-сканд. Annarr, «второй, другой») — является отцом Ёрд (Матери-Земли), родившейся от Нотты (Ночи). Дед Тора. Форма Онар (др.-сканд. Ónarr, «зияющий») встречается как вариант.
Анар/Онар также имена двергов в Прорицании вёльвы. Отрывок с перечислением имён двергов также есть в Видении Гюльви.

## Упоминания
В псевдоисторической генеалогии предков Одина во введении к «Младшей Эдде» Снорри Стурлусона говорится, что некий Атри является тем, «кого мы зовем Аннаром». В генеалогии легендарного короля Сескева появляется Аннар.

В Видении Гюльви Снорри пишет о Нотте:
Мужем ее был человек по имени Нагльфари, а сына их звали Ауд. Потом ее мужем был Анар, дочь их звалась Землею.
Снорри мог использовать источник, в котором слово annar «второй, другой» означало Одина, так как в прошлой главе он сам написал об Одине такое предложение: «И Земля была ему дочерью и женою».
Но в Языке поэзии Снорри вместо этого использует форму Онар, выдвигая «дочь Онара» в качестве одного из кеннингов для Ёрд. Далее Снорри цитирует Халльфреда Беспокойного Скальда, который тоже использует этот кеннинг.